# Oruro Royal Club
Maillots
L'Oruro Royal est le plus vieux club de football bolivien, fondé à Oruro en Bolivie le 26 mai 1896.
Le club joue à domicile à l'Estadio Jesús Bermúdez, nommé en l'honneur de Jesús Bermúdez, un des plus grands joueurs du club.

## Anciens joueurs
- Jesús Bermúdez
- Miguel Brito
- Gumersindo Gómez
- Constantino Noya
- Jorge Valderrama